# Base aérienne de Menagh
La base aérienne de Menagh (ou Minagh) est une base aérienne située au nord d'Alep en Syrie et à 6 kilomètres au sud d'Azaz. C'est une base aérienne disputée pendant la guerre civile syrienne et la fin de la bataille d'Alep (février 2016).

## Histoire

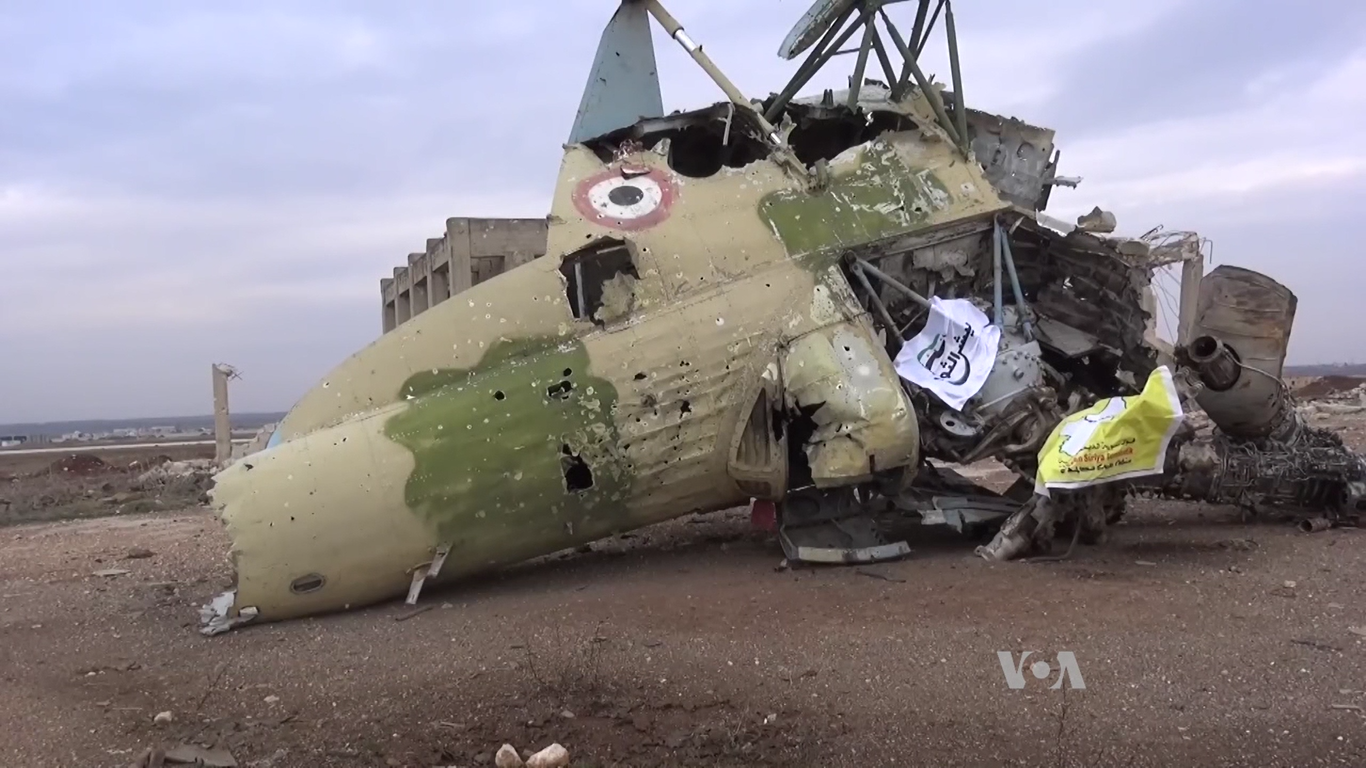
Drapeaux des Forces démocratiques syriennes et de Jaysh al-Thuwar sur l'épave d'un hélicoptère de l'armée de l'air syrienne dans l'aéroport de Menagh, le 12 février 2016.

La base aérienne de Menagh, est prise par les rebelles le 6 août 2013. Les Tchétchènes de Jaych al-Mouhajirine wal-Ansar menés par Abou Omar al-Chichani jouent un rôle déterminant au cours des ultimes assauts. La base se trouve à 6 kilomètres au sud d'Azaz, bastion des rebelles, ravitaillés en armement par la Turquie voisine.
L'aéroport passe ensuite sous le contrôle de l'État islamique en Irak et au Levant, mais ce groupe est la cible d'une offensive des autres rebelles islamistes à partir de janvier 2014. L'EIIL abandonne la base de Menagh le 28 février 2014.

Le 10 février 2016, les forces kurdes des Unités de protection du peuple (YPG) conquièrent la base, aidées par l'aviation russe, durant l'importante offensive des forces pro-gouvernementales au nord d'Alep du début de l'année 2016. À la suite de cette prise,  la Turquie pilonne le 13 février et le 14 février, par de l'artillerie, les positions prises par les forces kurdes pour les contraindre à se retirer,, alors que la conférence de Munich, fixant un cessez-le-feu futur, vient à peine de se terminer.